# Endurance (bateau)
Pour les articles homonymes, voir Endurance (homonymie) et Polaris.
L’Endurance est le trois-mâts goélette avec lequel Sir Ernest Shackleton mena son expédition transantarctique de 1914. 
Le navire, construit à Sandefjord en Norvège en 1912, coula trois ans plus tard, écrasé par les glaces en mer de Weddell au large de l'Antarctique. L'épave est retrouvée en 2022, gisant par 3 000 mètres de fond.

## Conception et construction
Le navire, conçu par Ole Aanderud Larsen, fut réalisé par le chantier naval Framnæs Mekaniske Værksted à Sandefjord, Norvège. Sa construction fut supervisée par le maître charpentier Christian Jacobsen qui était connu pour employer uniquement des hommes non seulement compétents en construction navale mais également marins expérimentés de baleiniers ou de voiliers.
Il fut lancé le 17 décembre 1912 et baptisé initialement Polaris du nom de l'Étoile polaire. Long de 43,9 mètres et large de 7,6 mètres le navire avait un déplacement de 356 tonneaux. Bien que sa coque noire ressemblât à celle de n'importe quel autre navire de taille similaire, c'était en réalité un navire sortant de l'ordinaire. Sa quille était constituée de quatre morceaux de chêne superposés d'une épaisseur totale de deux mètres, tandis que ses membrures avaient une épaisseur comprise entre 45 et 75 cm ; la charpente était deux fois plus épaisse que sur un navire de cette taille. L'étrave, dont le rôle était critique pour la progression dans la glace, avait été conçue de manière particulièrement soignée : chaque pièce était taillée dans un chêne choisi pour sa forme naturelle qui reproduisait la courbe souhaitée. Une fois assemblée l'étrave présentait une épaisseur de 1,3 mètre.
Le navire comportait trois mâts dont seul le premier portait un gréement carré tandis que les deux autres recevaient un gréement aurique. L’Endurance disposait également d'un moteur à vapeur d'une puissance de 350 chevaux (260 kW), qui lui permettait de naviguer à 10,2 nœuds (19 km/h).
Lorsqu'il fut lancé, le 17 décembre 1912, l’Endurance était sans doute le navire en bois le plus solide jamais construit, mis à part peut-être le Fram, navire de Fridtjof Nansen puis plus tard de Roald Amundsen. La conception de ces deux navires comportait toutefois une différence importante : le Fram avait une coque arrondie. Lorsque le pack se refermait sur elle, la compression de la glace sur la coque repoussait celle-ci vers le haut ce qui lui permettait d'échapper à l'écrasement. Mais comme l’Endurance devait, selon son programme initial, naviguer dans un pack peu épais, il n'avait pas été conçu pour résister à des pressions aussi importantes.

## Propriétaires
Le navire avait été construit initialement pour Adrien de Gerlache et Lars Christensen. Ceux-ci le destinaient à des croisières polaires pour des touristes amateurs de chasse à l'ours. Des problèmes financiers rencontrés par de Gerlache mirent fin à cette association et Christiensen fut heureux de pouvoir vendre le navire à Ernest Shackelton pour 11 600 £, un prix inférieur au coût de construction. On rapporte qu'il aurait dit « être heureux que cette perte se fasse au profit d'un explorateur de la stature de Shackleton ». Après le rachat par Shackelton, le navire fut rebaptisé Endurance, venant de : By endurance we conquer (nous vainquons par l'endurance), la traduction de la devise de sa famille.

## Dernier voyage

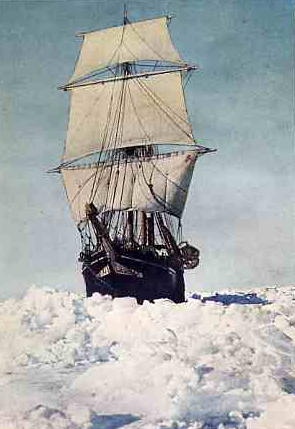
L’Endurance.

Shackelton embarqua à bord de l’Endurance à Plymouth (Angleterre) le 6 août 1914 et fit voile vers Buenos Aires en Argentine. C'était la première grande traversée de l’Endurance depuis sa construction et elle fut peu agréable. La traversée de l'Atlantique prit deux mois. Construite pour la navigation dans les glaces, la coque, selon l'avis d'une grande partie de l'équipage, était trop ronde pour affronter une mer ouverte.
L’Endurance quitta Buenos Aires pour une dernière escale à la station baleinière de Grytviken dans l'île de Géorgie du Sud située dans l'Atlantique Sud, que le navire atteignit le 5 novembre. Il repartit de Grytviken le 5 décembre 1914 pour son dernier voyage vers les confins sud de la mer de Weddell.
Deux jours après avoir quitté la Géorgie du Sud, l’Endurance rencontra la glace et réduisit sa vitesse. Durant plusieurs semaines l’Endurance fraya son chemin dans le pack de glaces en faisant des détours. Le navire continuait à avancer mais parcourait une distance inférieure à 30 milles par jour. Vers le 15 janvier, l’Endurance était à moins de 200 milles de sa destination, la baie de Vahsel. Malheureusement, le jour suivant l'épaisseur de la glace s'accrut et une tempête se leva. Dans ces conditions le navire ne pouvant plus progresser, il se mit à l'abri d'une montagne située sur la côte.
Le 18 janvier, la tempête commença à se calmer et l’Endurance n'étant plus qu'à un jour de sa destination finale, on hissa les voiles et on mit en marche le moteur en vitesse lente. Le pack ayant été dispersé, la progression put reprendre lentement jusqu'à ce que quelques heures plus tard, l’Endurance rencontra de nouveau le pack. Il fut, malgré tout, décidé d'avancer en se frayant un chemin à travers le pack et à 5 heures de l'après-midi l’Endurance commençait à cheminer dans le pack épais. On remarqua alors que la glace était d'une nature différente de celle rencontrée jusqu'à présent. Le navire fut bientôt entouré par des blocs de glace épais puis complètement bloqué. La tempête reprit en intensité et souffla durant six jours depuis le nord vers la terre. Le 24 janvier le vent avait repoussé vers la terre la glace de la mer de Weddell. Désormais l’Endurance était enserré dans un étau de glace. L'équipage ne pouvait plus qu'attendre qu'une tempête venue du sud soulage la pression et ouvre un chenal en repoussant la glace dans une autre direction. Mais les jours passèrent et le pack ne bougeait plus.
L’Endurance dériva durant des mois avec la banquise de la mer de Weddell dans laquelle il était pris. La glace continuait à comprimer la coque de l’Endurance au point que celle-ci commença à céder le 27 octobre 1915. Le navire coula le 21 novembre 1915.
L’Endurance est le dernier navire de ce type.

### Équipage

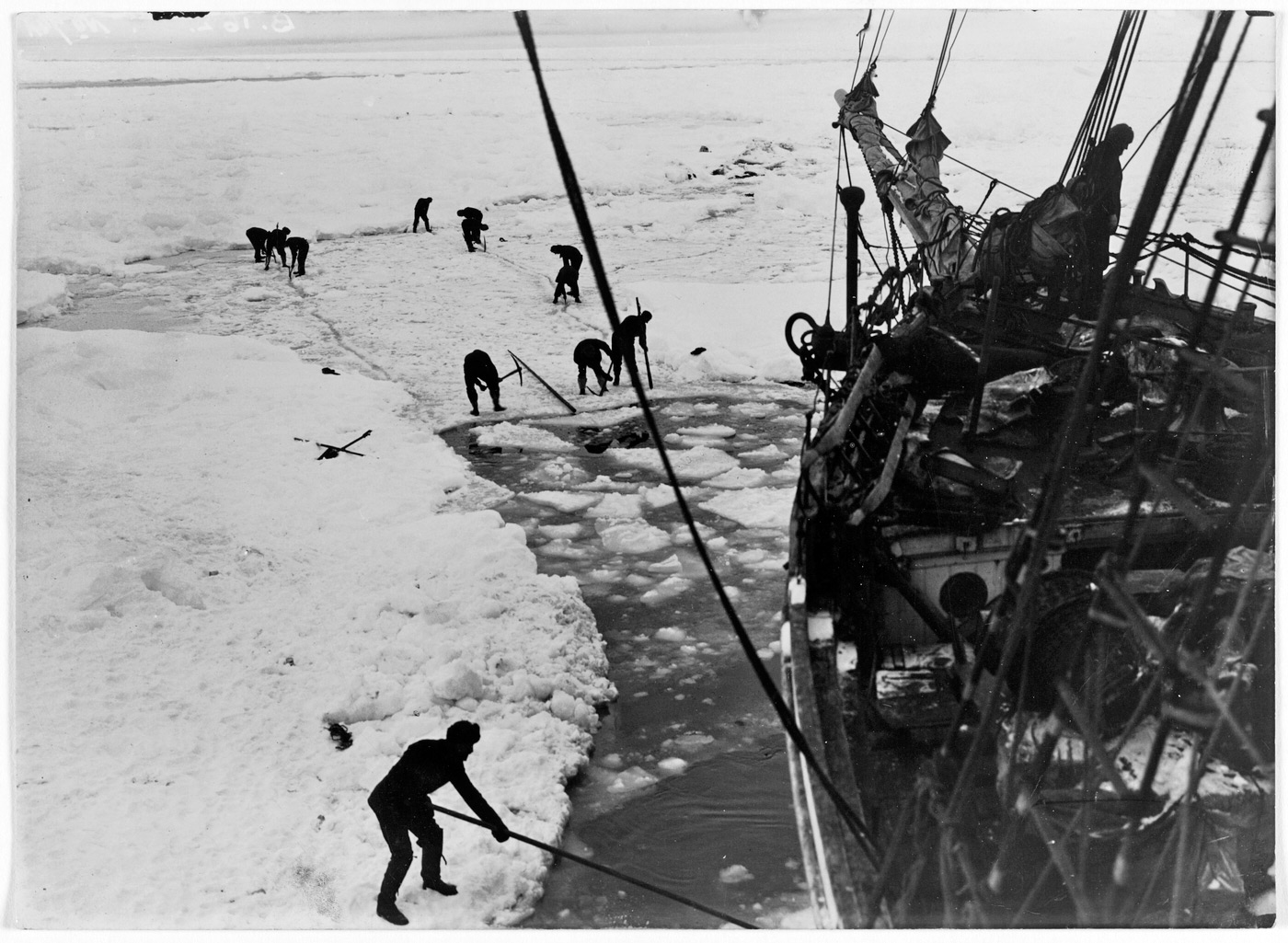
L'équipage essayant de libérer le navire de la glace.

Pour son dernier voyage, l'équipage de l’Endurance était composé de 28 hommes :
| - Sir Ernest Shackleton, chef d'expédition - Frank Wild, second - Frank Worsley, capitaine - Lionel Greenstreet, premier officier - Tom Crean, officier en second - Alfred Cheetham, troisième officier - Hubert Hudson, navigateur - Louis Rickinson, chef mécanicien - Alfred Kerr, ingénieur mécanicien | - Alexander Macklin, chirurgien - James McIlroy, chirurgien - James Wordie, géologue - Leonard Hussey, météorologiste - Reginald James, physicien - Robert Clark, biologiste - Frank Hurley, photographe - George Marston, artiste - Thomas Orde-Lees, mécanicien et magasinier - Harry « Chippy » McNish, charpentier | - Charles Green, cuisinier - Walter How, marin - William Bakewell, marin - Timothy McCarthy, marin - Thomas McLeod, marin - John Vincent, maître-voilier - Ernest Holness, chauffeur - William Stephenson, chauffeur - Perce Blackborrow, steward |

Blackborrow, dont la candidature avait été refusée à cause de son trop jeune âge et de son manque d'expérience, embarqua clandestinement grâce à la complicité de William Blakewell, son ami, et de Walter How. Il fut découvert après un certain temps mais, le voyage étant déjà bien avancé, Shackleton, qui n'avait alors plus le choix, dut l'accepter comme steward. Par la suite Blackborrow prouva sa valeur : il reçut la Médaille polaire de bronze et fut le premier homme à poser le pied sur l'île de l'Éléphant. Son nom exact est sujet à controverses, il est parfois prénommé Percy ou nommé Blackboro.

## Épave
L'Endurance a sombré par 3 000 m de fond. Le capitaine du navire Frank Worsley a déterminé sa position au moment du naufrage.
Une première expédition partie à la recherche de l'épave a échoué en 2019. 
Le 4 février 2022, une expédition sud-africaine de 64 membres, dont des scientifiques de diverses nationalités, est partie du port du Cap à destination de la mer de Weddell pour retrouver l'épave. L'expédition Endurance22 avait pour but d’explorer l’un des endroits les plus reculés et les moins étudiés de l'Antarctique. La mission de recherche était prévue pour une durée de 35 jours et se déroulait à bord du navire océanographique brise-glace sud-africain S.A. Agulhas II. L'expédition était organisée par la fiduciaire britannique Falklands Maritime Heritage Trust (FMHT) et financée, à hauteur de plus de 10 millions de dollars, par un donateur anonyme. Le 9 mars 2022, l'équipe de l'expédition Endurance22 annonça avoir trouvé l'épave du navire à seulement 6 km au sud de la position indiquée par le capitaine Frank Worsley en 1915. L'épave repose par 3 008 mètres de profondeur,, par 68° 41′ 52.8″ S, 52° 26′ 38.4″ W.

## Postérité
Alfred Lansing écrivit un livre intitulé « Endurance » : le voyage incroyable de Shackleton sur les épreuves vécues par Shackelton et ses compagnons. L'ouvrage devint un best-seller dès sa publication en 1959. Des rééditions successives ont confirmé ce succès de librairie. La dernière réédition (en langue anglaise) date de la fin des années 1990.
Deux bateaux de la Royal Navy naviguant en Antarctique ont reçu le nom d’Endurance en l'honneur du navire de Shackleton. Le premier, le HMS Endurance, en 1967 (à l'origine Anita Dan) a été lancé en mai 1956. Jusqu'en 1986 il patrouilla dans les glaces et assura des missions hydrographiques. Le second, surnommé the Red Plum est un navire brise-glaces de la classe 1A1 acheté à la Norvège en 1992 et qui portait à l'époque le nom de MV Polar Circle. Ce dernier navire est basé à Portsmouth mais participe à des campagnes annuelles en Antarctique où il peut se frayer un chemin dans une glace épaisse de 0,9 mètre à la vitesse de trois nœuds. Son équipage est de 126 hommes et il dispose de deux hélicoptères Westland Lynx.

### Bases de données
- Notices dans des dictionnaires ou encyclopédies généralistes :   - Britannica
  - Den Store Danske Encyklopædi
- Notices d'autorité :   - VIAF
  - BnF (données)
  - LCCN
  - Israël
  - Tchéquie
  - Lettonie
  - WorldCat